# Zielony Klin
Zielony Klin (ukr. Зелений Клин) – ukraińska historyczna nazwa terytorium zasiedlonego przez Ukraińców na południowym terytorium Dalekiego Wschodu Imperium Rosyjskiego (obwód amurski i obwód nadmorski).
Do XX wieku 50% populacji obwodu nadmorskiego stanowiły ludy azjatyckie. Z rozwojem kolonizacji Dalekiego Wschodu do 1912, według danych rosyjskiego badacza A. Mieńszikowa, Ukraińcy stanowili 81,26% przesiedleńców w obwodzie nadmorskim. Według danych radzieckiego historyka W.M. Kabuzana udział Ukraińców wśród mieszkańców obwodu nadmorskiego przed rokiem 1917 liczył nie mniej niż 75%. Historyk kanadyjski pochodzenia ukraińskiego M. Marunczak uważa te liczby za zaniżone, stwierdzając, że W.M. Kabuzan w swoich wyliczeniach nie uwzględnił przesiedleńców z innych zamieszkałych wówczas przez Ukraińców regionów, jak obwód kubański czy gubernia woroneska.
Według spisu ludności w 1926 na terytorium Zielonego Klinu było 303 tys. Ukraińców (z 315 tys. wszystkich Ukraińców Dalekiego Wschodu), lub 24,5% całej populacji Dalekiego Wschodu.

## Historia

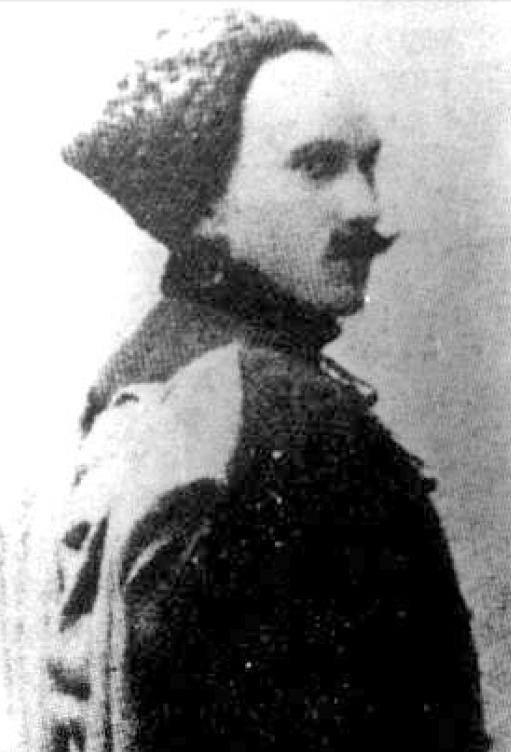
Jurij Hłuszko-Mowa

Nazwa Zielony Klin pojawiła się na przełomie XIX i XX wieku dzięki masowej imigracji Ukraińców do południowego regionu Dalekiego Wschodu Imperium Rosyjskiego. Wskutek inicjatywy generała P. Unterbergera od 1882 był możliwy bezpłatny przewóz osiedleńców - prawie wyłącznie wieśniaków ukraińskich - z Odessy drogą morską do Władywostoku na przydzielone im działki ziemi na nizinach przy rzekach Amur i Ussuri i nad jeziorem Chanka. Początkowo terytorium Zielonego Klinu obejmowało obszar obwodu amurskiego i obwodu nadmorskiego, który pozostał głównym obiektem ukraińskiej kolonizacji Dalekiego Wschodu. Nazwą Zielony Klin zaczęto wtedy nazywać terytorium od Bajkału do Cieśniny Beringa. W połowie czerwca 1918 w Ussuryjsku odbył się Ogólnoukraiński Zjazd działaczy i obywateli Dalekiego Wschodu, na którym postanowiono organizować Dalekowschodnią Ukraińską Radę i Narodowy Fundusz dla potrzeb Ukraińców. Oprócz tego, sformułowano polityczne wymogi dotyczące stworzenia Autonomii Ukraińskiej na terytorium Zielonego Klinu.
Podobny zjazd Ukraińców Mandżurii odbył się też w Harbinie, który obrał Okręgową Radę Mandżurii. W 1918 odbył się jeszcze dwa zjazdy ukraińskie w Harbinie, na którym postawiono wymogi, aby Moskwa uznała Zielony Klin jako część Ukrainy oraz wyprowadziła swoje wojska i przekazała broń władzom ukraińskim.
Jeszcze wcześniej 26 marca 1917 przeprowadzono pierwsze ogólne zebranie ukraińskich osiedleńców Dalekiego Wschodu we Władywostoku, na którym stworzono Towarzystwo "Proswita".
Pod koniec października 1918 roku został zwołany IV Zjazd Ukraińców, na którym zatwierdzono projekt Konstytucji Ukraińców Dalekiego Wschodu, postanowiono organizować wojsko ukraińskie i wybrano nowy skład Sekretariatu na czele z Jurijem Hłuszko-Mową. Jednak wkrótce władza na Dalekim Wschodzie zmieniła się. Po zajęciu Syberii przez wojska Białych podporządkowanych władzy admirała Aleksandra Kołczaka, zaczęto prześladować ukraiński ruch narodowy. Z przyjściem bolszewików rozpoczęto masowe areszty liderów ukraińskich we Władywostoku i rozwiązano organizacje ukraińskie.
Po wojnie domowej w 1922 Zielony Klin w całości znalazł się w składzie RFSRR. Władze radzieckie wysiedliły z tych terenów Koreańczyków i Chińczyków jako politycznie niebezpiecznych. W 1934 na części Zielonego Klinu stworzono Żydowski Obwód Autonomiczny.
W czasach radzieckich diaspora ukraińska liczebnie powiększyła się o skazańców politycznych wysiedlonych z Ukrainy, jednak mimo tego wzrostu zmniejszyła się ogólna liczba Ukraińców poprzez asymilację przymusową lub dobrowolną. Do czasów współczesnych społeczność ukraińska Zielonego Klina uległa prawie całkowitej rusyfikacji, według danych spisu powszechnego 2010 za Rosjan na tym terytorium uznawało się 86,0%, za Ukraińców – 2,55% respondentów.

## Współczesność
Po rozpadzie ZSRR we Władywostoku, gdzie niegdyś działało Towarzystwo "Proswita", w styczniu 1991 powołano Towarzystwo Kultury Ukraińskiej Kraju Nadmorskiego, które organizuje koncerty i występy teatralne w języku ukraińskim.